# Коробка (фильм, 2016)
«Коро́бка» — российский фильм Эдуарда Бордукова 2016 года в жанре спортивной драмы. Премьера в России 7 апреля 2016 года.

## Сюжет
Костя, Женя, Серж и Мел — лучшие друзья, которых объединяет общая страсть — уличный футбол. После очередного матча 2×2 в коробке друзья идут на стадион посмотреть на тренировку профессиональных футболистов. Там они вступают в конфликт с футболистом Дамиром и его 3 друзьями, после чего их выгоняют со стадиона.
На следующий день все четверо идут в коробку погонять мяч, но встречают в ней Дамира и троих ребят со стадиона. У них снова разгорается конфликт, и Дамир предлагает сыграть. Кто проиграет, тот уходит. Костя соглашается, его команда проигрывает со счётом 2:3 и покидает коробку, но огорчённый Костя предлагает соперникам снова сыграть с определёнными условиями и с судьёй.
Финальная игра заканчивается ничьей 3:3, а Мел кидает друзей и уходит к своим пацанам.

## В ролях

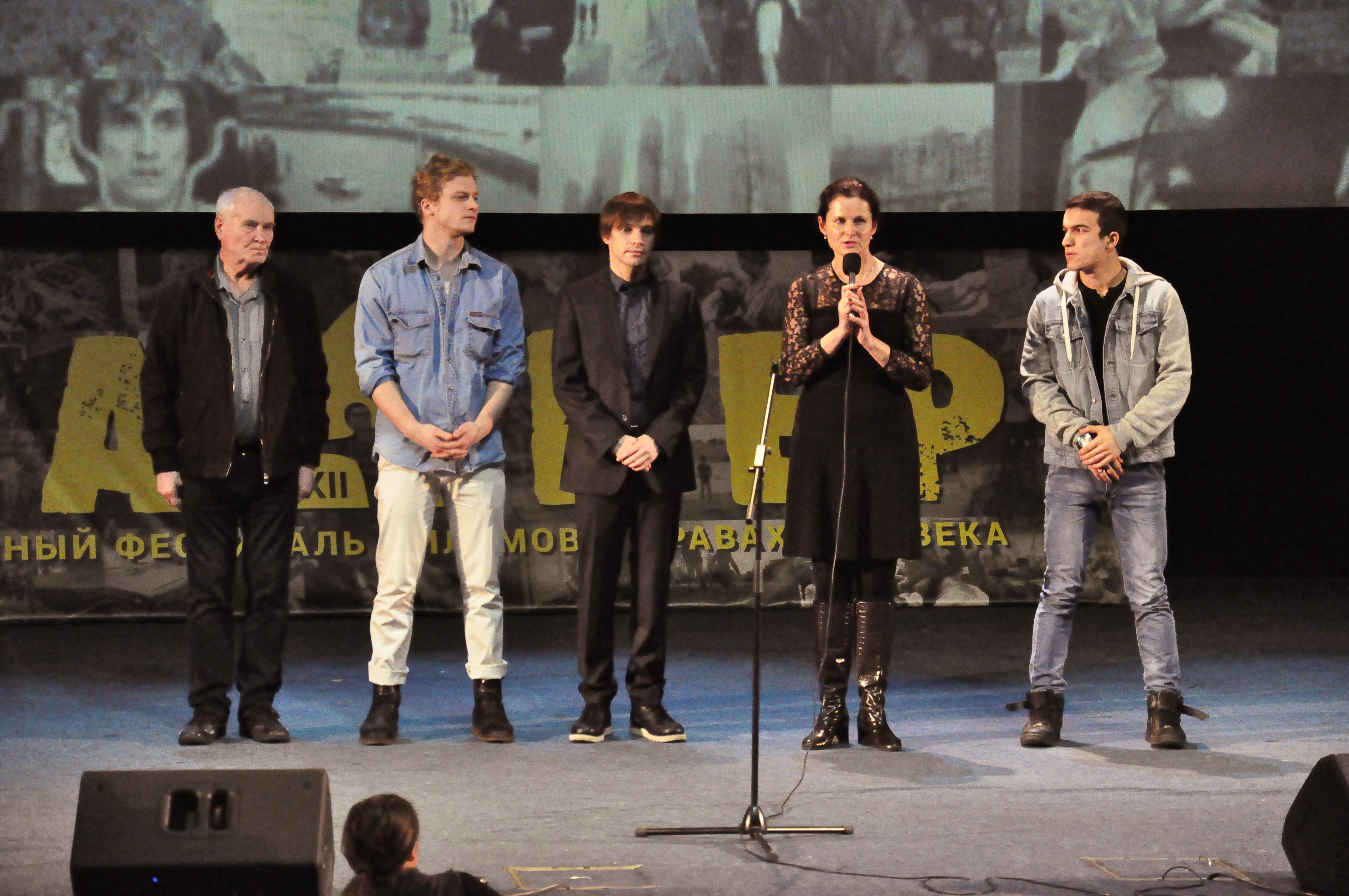
Киногруппа (Эдуард Бордуков — в центре) на открытии фестиваля «Сталкер», 10 декабря 2016 года

- Сергей Романович — Костя «Конь» Мелихов
- Георгий Соскин — Женя «Танцор»
- Кирилл Дегтярь — Дамир
- Сергей Подольный — Саша «Мел»
- Александр Мельников — «Серж»
- Стася Милославская — Настя
- Степан Тавризян — Марат
- Олег Васильков — Михаил, отец Кости
- Юлия Голубева — мать Кости
- Артём Башенин — брат Кости
- Руслан Нигматуллин —  Юрий Александрович, тренер Дамира
- Евгения Дмитриева — мать «Танцора»
- Сергей Каплунов — отец «Танцора»
- Алексей Лукин — Фима, «судья»
- Александр Максименко — одноклубник Кости в Спартаке

## Фестивали и награды
Фильм участвовал в фестивалях и получил награды.